# Sindromul Abruzzo–Erickson
Sindromul Abruzzo-Erickson este o afecțiune care poate apărea cu surditate, urechi proeminente, colobom, un palat fend sau rugositate palatină și cu o statură pitică.  
A fost caracterizat în 1977. 

## Legăturii externe
- Abruzzo–Erickson syndrome at NIH's Office of Rare Diseases